# Magadha
Magadha fue un antiguo reino del noreste de la India, que se desarrolló entre los siglos VI a. C. y VI d. C.
El mapa a la derecha muestra aproximadamente el territorio de ese reino hacia el 500 a. C.

## Reyes de Magadha

### Reyes legendarios

#### Dinastía Brihadratha
- Brijad Ratha
- Yará Sandha
- Sajádeva
- Somapi
- Srutasravas
- Aiutaius
- Nira Mitra
- Suksatra
- Brijat Karman
- Senayit
- Srutanyaia
- Vipra
- Suchi
- Ksemia
- Suba Ratha
- Dharma
- Susuma
- Dridhasena
- Sumati
- Subhala
- Sunita
- Satiayit
- Visuayit
- Ripunyaia (su ministro Sunika lo asesinó y lo reemplazó con Pradiota, hijo de Sunika).

#### Dinastía pradiota
Duró 138 años, según el Visnú-purana.
- Pradiot
- Palaka
- Visaka Iupa
- Yanaka
- Nandi Vardhana

#### Dinastía jarianka
- Bimbisara de Magadha (545-493 a. C.), fundador del primer Imperio magadha[2][3]
- Ayatasatru de Magadha (493-461 a. C.).
- Udaia Bhadra (461-445 a. C.).
- Aniruddha
- Munda
- Nagadasaka (437-413 a. C.).

## Historia

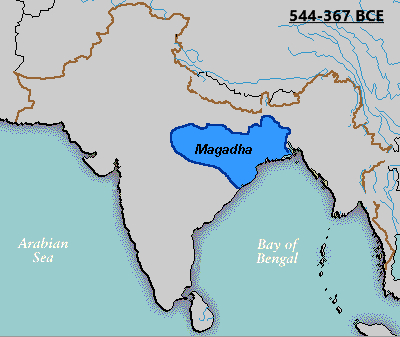
Expansión de Magadha
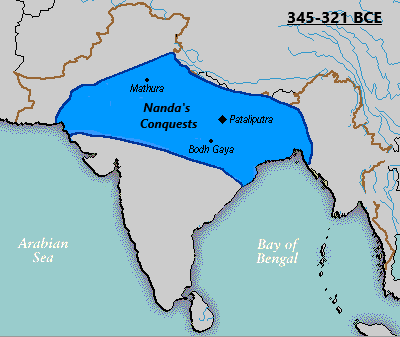
El imperio de Nanda
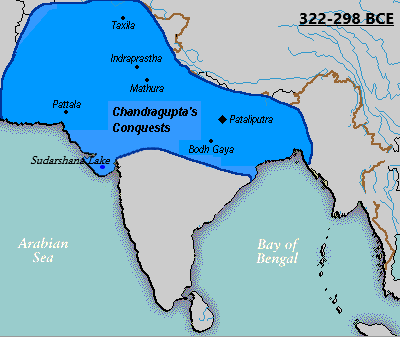
Imperio Chandragupta Maurya
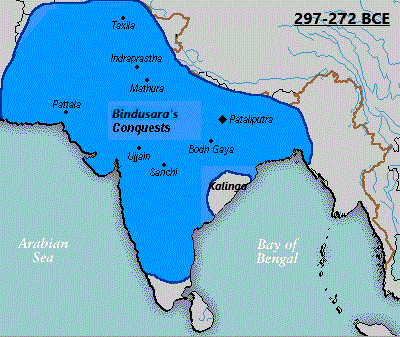
El imperio de Bindusara
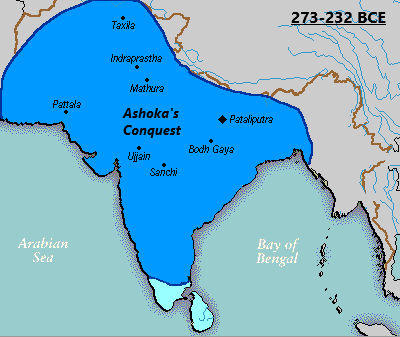
Mapa del Imperio Maurya de Ashoka
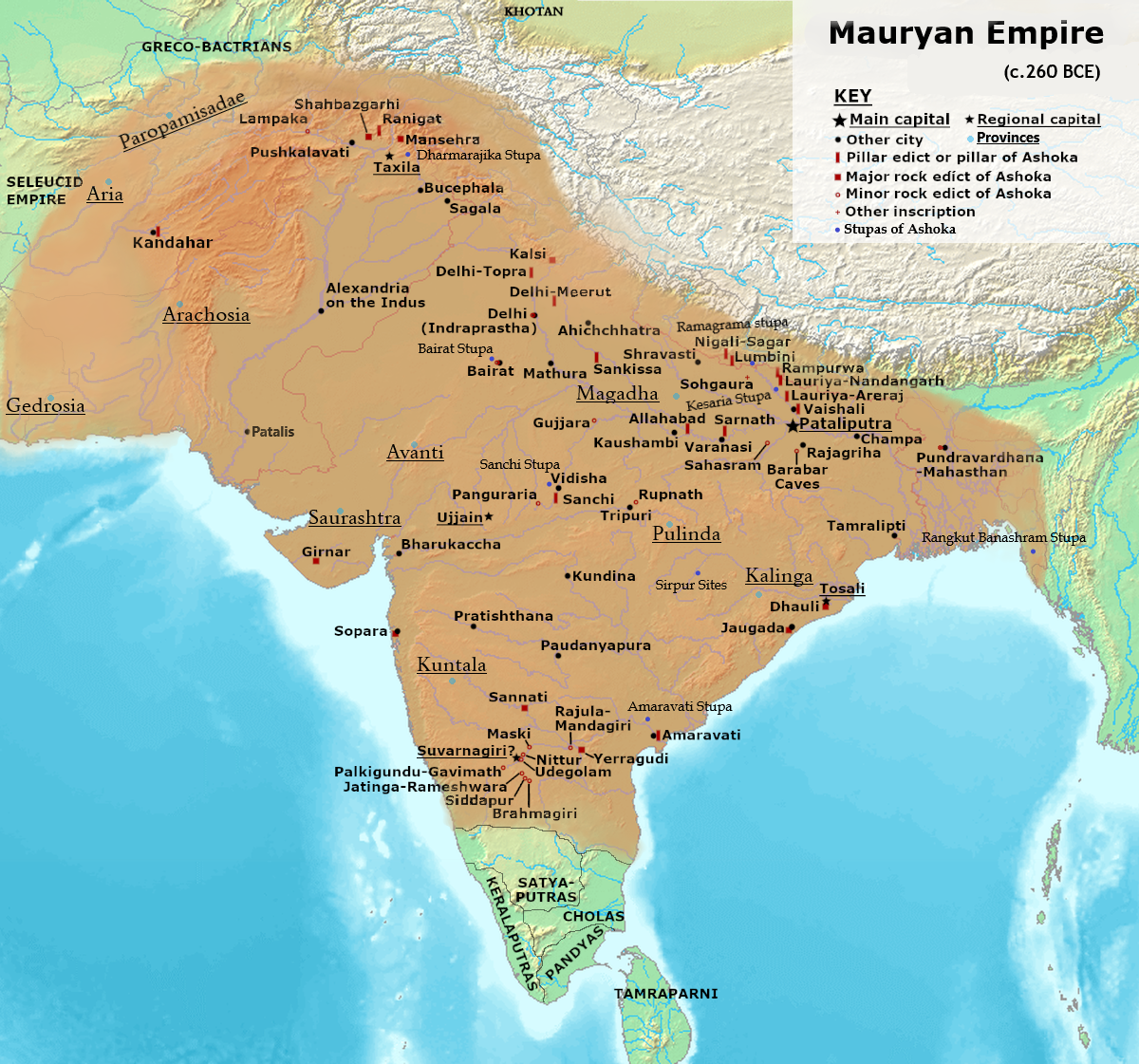
El Imperio Maurya alcanzó su máxima extensión después de eso comenzó a declinar.

### Reyes históricos

#### Dinastía sísunaga
Inicialmente se extendía por las regiones de Malwa (Patna) y Gaia (actual Bijar). Sus capitales fueron Raya Grija (actual Rashguir) y posteriormente la célebre Pataliputra o Pataliputta. Luego se extendieron a las regiones de Anga (Bengala), Kosala, Kashi; con tal ampliación territorial el reino fue llamado en sánscrito majá-yanapada (‘gran país’).
La expansión de Magadha se inició a fines del siglo VI a. C. con el rasha (rey) cuasi legendario Bimbisara (circa 543 a. C. a circa 491 a. C.). Su hijo Áyata Shatru, que reinó entre el 491 y el 459 a. C., prosiguió la ampliación del reino, de modo que en el siglo IV a. C., Magadha ocupaba la mayor parte del norte de la India.
Según varios textos ―como los Puranas, las crónicas budistas de Sri Lanka, así como otros textos budistas y jainas―, el reino de Magadha fue inicialmente liderado por el clan sísunaga (posiblemente en el 650 a. C.), originarios de Kashi (antiguo nombre de Benarés) y tras 300 años (hacia el 350 a. C.) los sísunaga fueron derrocados por quien se hizo llamar Majápadma (‘gran loto’) el cual resultó ser primer monarca del clan nanda.
- Bimbisara (reinó 52 años).
- Áyata Shatru (reinó 30 años, el Buddha habría fallecido en el octavo año del reinado de Áyata Shatru).
- Udayin o Udayibhadra (16 años).
- Anuruddha (cerca 4 años).
- Munda (c. 4 años).
- Nagnasaka (24 años).
- Sísunaga (18 años).
- Kalasoka (28 años).
- Los hijos de Kalasoka (de los cuales Nandivardhana fue el preeminente) reinaron en total otros 22 años.

En cambio los Puranas dan para el mismo clan shishunāga una lista con diferente orden, nombres y de largos reinados extendidos durante un período de 321 años:
- Sísunaga o Sáisunaga (habría reinado 40 años).
- Kakavarna (26 años).
- Ksemadharman (36 años).
- Ksema Shit o Ksatraushas (24 años).
- Bimbisara (28 años).
- Áyata Shatru (27 años).
- Darsaka (24 años).
- Udayin (33 años).
- Nandivardhana (45 años).
- Nahamandir (43 años).

Según los textos budistas de Sri Lanka, el clan sísunaga dio los siguientes soberanos a Magadha:
- Sisunaga (684-644 a. C.), estabeleceu o reino de Magadha
- Kakavarna (644-618 a. C.).
- Ksemadharma (618-582 a. C.).
- Ksatrauyas (582-558 a. C.).
- Darshaka o Darbhaka (desde 461 a. C.).
- Udayin o Udaiasua
- Nandi Vardhana
- Majanandi, su imperio fue heredado por su hijo ilegítimo Majapadma Nanda.

#### Dinastía Nanda(424-321a.C.)
- Majapadma Nanda (desde 424 a. C.), hijo ilegítimo de Majanandi; fundó la dinastía Nanda.
- Pandhuka
- Panghupati
- Bhutapala
- Rastrapala
- Govisanaka
- Dasa Siddhaka
- Kaivarta
- Dhana (Agrammes o Xandrammes) (hasta el 321 a. C.); perdió su imperio cuando Chandragupta Mauria lo derrotó.

Alejandro Magno llegó a dominar los territorios occidentales de este reino correspondientes al valle del Indo, pasando luego casi la totalidad del reino de Magadha brevemente al control del Reino grecobactriano y del Reino indogriego, así como posteriormente a estar bajo el poder del Imperio kushan. Chandragupta, el fundador del clan mauria reconquistó Magadha en el 321 a. C.

#### Dinastía maurya(324-184a.C.)
- Chandragupta Mauria (324-301 a. C.), fundador del Imperio mauria después de derrotar al Imperio nanda y al Imperio seléucida. Los indogriegos lo llamaban Sandrakottos. Afirmaba ser descendiente de la Dinastía sakia.
- Bindusara Amitraghata (301-273 a. C.).
- Ashoka Vardhana (273-232 a. C.), es considerado el mayor emperador en la historia de la India. Fue el primero que la unificó. Adoptó el budismo como religión oficial del imperio; desde entonces comenzó el vegetarianismo y la idea de la no violencia.
- Dasharatha (232-224 a. C.).
- Samprati (224-215 a. C.).
- Salisuka (215-202 a. C.).
- Deva Varma (202-195 a. C.).
- Śatadhanvan (195-187 a. C.)
- Brijad Ratha (187-184 a. C.), asesinado por Pusyamitra Shunga

Así el territorio de Magadha sería el núcleo de los dos más conspicuos imperios hindúes, el de los mauria (siglos IV a II a. C.) y el de los Gupta (siglos IV a V d. C.).

#### Dinastía Shunga(185-73a.C.)
- PusiaMitra Sunga (185-149 a. C.), fundó la dinastía después de asesinar a Brihad Ratha
- Agnimitra (149-141 a. C.), hijo de Pusiamitra
- Vasujyeshtha de Magadha (141-131 a. C.).
- Vasumitra de Magadha (131-124 a. C.).
- Andhraka de Magadha (124-122 a. C.).
- Pulindaka de Magadha (122-119 a. C.).
- Ghosha de Magadha
- Vajramitra de Magadha
- Bhagabhadra de Magadha, mencionado en los Puranas
- Devabhuti de Magadha (83-73 a. C.), último rey Sunga.

#### Dinastía kanua(73-26a.C.)
- Vasudeva de Magadha (desde 73 a. C.), a quien siguión entre el 75 y el 66 a. C. un período de rebeliones, del que surgieron varios reinos.
- Bhumimitra de Magadha (66 a. C. a 52 a. C.).
- Narayana de Magadha (52 a. C. a 40 a. C.).
- Susarman de Magadha (40 a. C. a 30 a. C.).

Después de él (entre el 30 a. C. al 275 d. C.) siguió un período sin un reino unificador hasta que surgió la Dinastía gupta, en el 240 a. C.

#### Dinastía gupta(c. 240-550d.C.)
- Sri-Gupta I de Magadha (c. 240-290).
- Gatotkacha Gupta (290-305).
- Chandragupta I de Magadha (305-335), fundador del Imperio gupta. Se considera que esta fue la Edad de oro de la cultura de la India.
- Samudragupta de Magadha (335-375).
- Chandra Gupta II de Magadha (Chandragupta Vikramaditya) (375-415), hijo de Samudra Gupta, el Imperio gupta alcanzó su apogeo durante su reinado. El peregrino chino Fa-Hsien describió la cultura india durante su reinado.
- Kumara Gupta I de Magadha (415-455).
- Skanda Gupta de Magadha (455-467).
- Purugupta (467-473)
- Kumara Gupta II de Magadha (473-476).
- Buddha Gupta de Magadha (476-495).
- Narasimhagupta (495-500).
- Kumara Gupta III de Magadha (530-540).
- Vishnu Gupta de Magadha (c. 540-550).

Al desaparecer el Imperio gupta bajo los ataques de los hunos heftalitas, Magadha perdió su importancia, la cual fue brevemente recuperada con el reinado de Dharmapala entre el 770 y el 810.

#### Dinastía Gupta Oriental
Esta dinastía tuvo once reyes y se extendió entre el 560 y el 800/820.
En el siglo XII pasó a estar bajo el control de los musulmanes, época en la cual Magadha pasó a ser solo una vilaia (provincia) del sultanato de Delhi.

## Cultura
La importancia de Magadha en la cultura es enorme, durante el período de apogeo de este reino el territorio del mismo pasó a ser el núcleo de origen tanto del budismo como del jainismo. También tiene gran relevancia en el hinduismo: el reino de Magadha es mencionado tanto en el Majábharata como en el Ramaiana (ambos aproximadamente del siglo III a. C.).
El idioma clásico de este reino fue el magadhí (actualmente magají) variante del prácrito hablado en la región de Patna del cual derivan los actuales asamés, bengalí, bijarí y oría.

## Budismo y jainismo
Varios movimientos Śramaṇic habían existido antes del siglo VI a. C., y éstos influyeron tanto en las tradiciones āstika y nāstika de la filosofía india. El Śramaṇa dio lugar a diversas creencias heterodoxas, que van desde la aceptación o negación del concepto de alma, el atomismo, la ética antinómica, el materialismo, el ateísmo, el agnosticismo, el fatalismo al libre albedrío, la idealización del ascetismo extremo al de la vida familiar, la estricta ahimsa (no violencia) y el vegetarianismo a la permisibilidad de la violencia y el consumo de carne. El reino de Magadha fue el centro neurálgico de esta revolución.
El Jainismo fue revivido y restablecido después de Mahavira, el último y vigésimo cuarto Tirthankara, que sintetizó y revivió las filosofías y promulgaciones de las antiguas tradiciones Śramaṇic establecidas por el primer tirthankara jainista Rishabhanatha millones de años atrás. Buda fundó el budismo que recibió el patrocinio real en el reino.

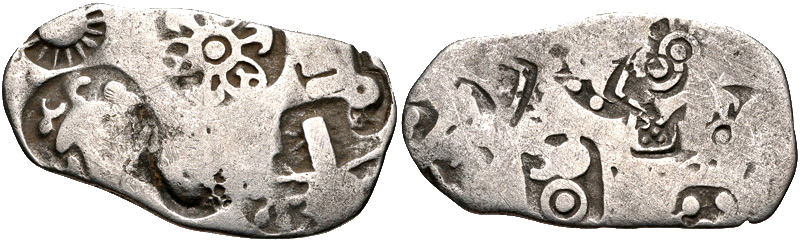
Moneda del reino Magadha, Circa 430-320 AEC, Karshapana.

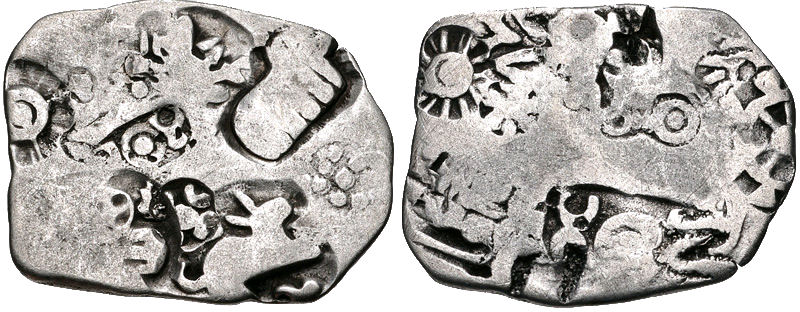
Moneda del reino Magadha, Circa 350 AEC, Karshapana.

Según el especialista en India Johannes Bronkhorst, la cultura de Magadha difería en aspectos fundamentales de los reinos védicos de los indoarios. Según Bronkhorst, la cultura śramana surgió en "Gran Magadha", que era indoaria, pero no Védica. En esta cultura, los Kshatriyas estaban por encima de los Brahmanes, y rechazaba la autoridad y los rituales Védicos. Defiende un área cultural denominada "Gran Magadha", definida aproximadamente como la zona geográfica en la que vivieron y enseñaron Buda y Mahavira. Sugerente de esta distinción, en algunos rituales védicos y post-védicos, un "hombre Magadha" representa el canónico no védica "bárbaro", el Magadhan de pie en la presencia de todos y cada uno de los pueblos no védicos o el ritualmente impuro.
Con respecto al Buda, esta zona se extendía por lo general desde Śrāvastī, la capital de Kosala, en el noroeste hasta Rājagṛha, la capital de Magadha, en el sureste". Según Bronkhorst "hubo de hecho una cultura del Gran Magadha que se mantuvo reconociblemente distinta de la cultura védica hasta la época del gramático Patañjali (ca. 150 AEC) y más allá". Textos védicos como el Satapatha Brahmana demonizan a los habitantes de esta zona como demoníacos y con un habla bárbara. El budista Alexander Wynne escribe que hay una "cantidad abrumadora de pruebas" que sugieren que esta cultura rival de los arios védicos dominó la llanura oriental del Ganges durante el período budista temprano. Brahmanes védicos ortodoxos eran, por tanto, una minoría en Magadha durante este período temprano.
Las religiones magadánicas se denominan tradiciones sramana e incluyen el jainismo, el budismo y el Ājīvika.El budismo y el jainismo fueron las religiones promovidas por los primeros reyes magadanes, como Srenika, Bimbisara y Ajatashatru, y la dinastía Nanda (345-321 a. C.) que le siguió fue mayoritariamente jainista. Estas religiones Sramana no adoraban a las deidades védicas, practicaban alguna forma de ascetismo y meditación (jhana) y tendían a construir túmulos funerarios redondos (llamados estupas en el budismo). Estas religiones también buscaban algún tipo de liberación de las rondas cíclicas del renacimiento y la retribución kármica a través del conocimiento espiritual.

### Lugares religiosos en Magadha

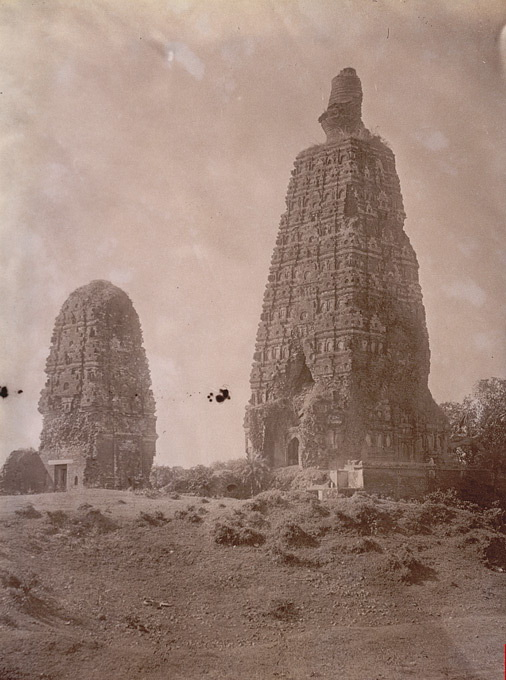
El antiguo templo de Mahabodhi en Bodh Gaya antes de su restauración

Entre los lugares budistas que se encuentran actualmente en la región de Magadha figuran dos Patrimonio de la Humanidads de la UNESCO como el templo de Mahabodhi en Bodh Gaya y el monasterio de Nalanda. El templo de Mahabodhi es uno de los lugares de peregrinación más importantes del mundo budista y se dice que marca el sitio donde Buda alcanzó la iluminación.